# Ascidia nuda
Ascidia nuda is een zakpijpensoort uit de familie van de Ascidiidae. De wetenschappelijke naam van de soort is voor het eerst geldig gepubliceerd in 1986 door Nishikawa.